# Ryzyko inwestycyjne
Ryzyko inwestycyjne – ryzyko, że zrealizowana stopa zwrotu z inwestycji może różnić się od stopy zwrotu oczekiwanej przez inwestora z uwagi na czynniki losowe, np. wahania cen papierów wartościowych.